# محمود عبدالله
محمود عبدالله (انگلیسی: Mahmood Abdulla؛ زادهٔ ۱ ژوئن ۱۹۸۰) بازیکن فوتبال اهل بحرین بود.
وی همچنین در تیم ملی فوتبال بحرین بازی کرده‌است.